# Campionato europeo di Formula 2 1977
La stagione 1977 del Campionato europeo di Formula 2 fu disputata su 13 gare. Il campionato venne vinto dal pilota francese René Arnoux su Martini Mk19-Renault e Martini Mk22-Renault.

## La pre-stagione

### Calendario
| Gara | Nome                                                         | Circuito                       | Giri  | Lunghezza           | Data       | Note                                                                      |
| ---- | ------------------------------------------------------------ | ------------------------------ | ----- | ------------------- | ---------- | ------------------------------------------------------------------------- |
| 1    | BRDC International Trophy Daily Express International Trophy | Circuito di Silverstone        | 47    | 47x4,719=221,793 km | 6 marzo    |                                                                           |
| 2    | BARC 200 Jochen Rindt Memorial Trophy                        | Circuito di Thruxton           | 50    | 50x3,792=189,600 km | 11 aprile  |                                                                           |
| 3    | Deutschland Trophäe Jim Clark Gedächtnisrennen               | Hockenheimring                 | 20+20 | 40x6,789=271,56 km  | 17 aprile  | Gara disputata su due manche di 20 giri. Classifica per somma dei tempi.  |
| 4    | ADAC-Eiffelrennen                                            | Nürburgring                    | 9     | 9x22,835=205,515 km | 1º maggio  |                                                                           |
| 5    | Gran Premio di Roma                                          | Circuito di Vallelunga         | 65    | 65x3,2=208,0 km     | 15 maggio  |                                                                           |
| 6    | Gran Premio di Pau                                           | Circuito di Pau                | 73    | 73x2,76=201,48 km   | 30 maggio  |                                                                           |
| 7    | Gran Premio del Mugello                                      | Circuito del Mugello           | 42    | 42x5,245=220,290 km | 19 giugno  |                                                                           |
| 8    | Gran Premio di Rouen                                         | Circuito di Rouen              | 38    | 38x5,543=210,634 km | 26 giugno  |                                                                           |
| 9    | Gran Premio di Nogaro                                        | Circuito di Nogaro             | 65    | 65x 3,12=202,80 km  | 12 luglio  |                                                                           |
| 10   | Gran Premio del Mediterraneo                                 | Autodromo di Pergusa           | 30+30 | 60x4,95=297,0 km    | 24 luglio  | Gara disputata su due manches di 30 giri. Classifica per somma dei tempi. |
| 11   | Gran Premio dell'Adriatico                                   | Autodromo Santa Monica, Misano | 30+30 | 60x3,488=209,28 km  | 7 agosto   | Gara disputata su due manches di 30 giri. Classifica per somma dei tempi. |
| 12   | Gran Premio dell'Estoril                                     | Circuito di Estoril            | 50    | 50x 4,35=217,50 km  | 2 ottobre  |                                                                           |
| 13   | Donington Park Formula 2 Trophy                              | Circuito di Donington Park     | 65    | 65x3,149=204,685 km | 30 ottobre |                                                                           |

## Risultati e classifiche

### Risultati
| Gara | Circuito    | Tempo               | Velocità                  | Pole position                   | GPV                          | Vincitore                 | Vettura                   |
| ---- | ----------- | ------------------- | ------------------------- | ------------------------------- | ---------------------------- | ------------------------- | ------------------------- |
| 1    | Silverstone | 1'05:45.22          | 202.385 km/h              | Michel Leclère                  | Patrick Nève                 | René Arnoux               | Martini-Renault           |
| 2    | Thruxton    | 1'05:59.43          | 172.388 km/h              | Alex-Dias Ribeiro               | Brian Henton                 | Brian Henton              | Boxer-Hart                |
| 3    | Hockenheim  | 1'21:20.4 1'21:30.4 | 200.315 km/h 199.905 km/h | Jochen Mass 2. Bruno Giacomelli | Eddie Cheever                | Jochen Mass René Arnoux   | March-BMW Martini-Renault |
| 4    | Nürburgring | 1'06:41.1 1'06:54.3 | 184.913 km/h 184.305 km/h | Riccardo Patrese                | Jochen Mass                  | Jochen Mass Eddie Cheever | March-BMW Ralt-BMW        |
| 5    | Vallelunga  | 1'16:57.36          | 162.171 km/h              | Bruno Giacomelli                | Bruno Giacomelli             | Bruno Giacomelli          | March-BMW                 |
| 6    | Pau         | 1'14:52.52          | 130.489 km/h              | Patrick Tambay                  | Didier Pironi                | René Arnoux               | Martini-Renault           |
| 7    | Mugello     | 1'16:36.5           | 172.532 km/h              | Riccardo Patrese                | Alessandro Pesenti-Rossi     | Bruno Giacomelli          | March-BMW                 |
| 8    | Rouen       | 1'08:36.19          | 184.219 km/h              | Eddie Cheever                   | Ingo Hoffmann                | Eddie Cheever             | Ralt-BMW                  |
| 9    | Nogaro      | 1'20:42.69          | 150.759 km/h              | René Arnoux                     | Riccardo Patrese             | René Arnoux               | Martini-Renault           |
| 10   | Pergusa     | 1'36:18.0           | 185.047 km/h              | Keke Rosberg                    | Riccardo Patrese             | Keke Rosberg              | Chevron-Hart              |
| 11   | Misano      | 1'13:44.8           | 170.269 km/h              | Bruno Giacomelli                | Bruno Giacomelli René Arnoux | Lamberto Leoni            | Chevron-Ferrari Dino      |
| 12   | Estoril     | 1'19:29.30          | 164.175 km/h              | Didier Pironi                   | Derek Daly                   | Didier Pironi             | Martini-Renault           |
| 13   | Donington   | 1'12:40.35          | 168.992 km/h              | Bruno Giacomelli                | Bruno Giacomelli             | Bruno Giacomelli          | March-BMW                 |

### Classifica Piloti
| Punti | 9 | 6 | 4 | 3 | 2 | 1 |

Contano i nove migliori risultati
| Pos. | Nome                     | Paese       | Team                         | Telaio  | Motore  | Regno Unito (bandiera) | Regno Unito (bandiera) | Germania (bandiera) | Germania (bandiera) | Italia (bandiera) | Francia (bandiera) | Italia (bandiera) | Francia (bandiera) | Francia (bandiera) | Italia (bandiera) | Italia (bandiera) | Portogallo (bandiera) | Regno Unito (bandiera) | Punti Totali |
| ---- | ------------------------ | ----------- | ---------------------------- | ------- | ------- | ---------------------- | ---------------------- | ------------------- | ------------------- | ----------------- | ------------------ | ----------------- | ------------------ | ------------------ | ----------------- | ----------------- | --------------------- | ---------------------- | ------------ |
| 1    | René Arnoux              | Francia     | Renault                      | Martini | Renault | 9                      | -                      | 9                   | 3                   | -                 | 9                  | -                 | -                  | 9                  | 6                 | -                 | 6                     | 1                      | 52           |
| 2    | Eddie Cheever            | Stati Uniti | Project Four Racing          | Ralt    | BMW     | -                      | 6                      | -                   | 9                   | 4                 | -                  | -                 | 9                  | 2                  | -                 | 6                 | 4                     | -                      | 40           |
| 3    | Didier Pironi            | Francia     | Renault                      | Martini | Renault | -                      | -                      | -                   | 4                   | 6                 | 6                  | -                 | 4                  | -                  | 3                 | 2                 | 9                     | 4                      | 38           |
| 4    | Riccardo Patrese         | Italia      | Trivellato Racing            | Chevron | BMW     | 1                      | 2                      | 6                   | -                   | -                 | 4                  | 6                 | 6                  | 6                  | -                 | -                 | 1                     | -                      | 32           |
| 5    | Bruno Giacomelli         | Italia      | Team Euroracing              | March   | Hart    | -                      | -                      | -                   | 2                   |                   |                    |                   |                    |                    |                   |                   |                       |                        | 32           |
| 5    | Bruno Giacomelli         | Italia      | Team Euroracing              | March   | BMW     |                        |                        |                     |                     | 9                 | -                  | 9                 | -                  | 3                  | -                 | -                 | -                     | 9                      | 32           |
| 6    | Keke Rosberg             | Finlandia   | Opert Racing                 | Chevron | Hart    | -                      | -                      | 1                   | 6                   | -                 | -                  | -                 | -                  | -                  | 9                 | -                 | 3                     | 6                      | 22           |
| 7    | Alberto Colombo          | Italia      | Team Euroracing              | March   | BMW     | 2                      | 3                      | 2                   | -                   | 2                 | 3                  | 4                 | 1                  | 1                  | -                 | -                 | -                     | -                      | 18           |
|      | Ingo Hoffmann            | Brasile     | Project Four Racing          | Ralt    | BMW     | 3                      | -                      | -                   | 1                   | -                 | -                  | -                 | 2                  | 4                  | 4                 | 4                 | -                     | -                      | 18           |
| 9    | Alessandro Pesenti-Rossi | Italia      | Team Euroracing              | March   | Hart    | -                      | -                      | 4                   | -                   |                   |                    |                   |                    |                    |                   |                   |                       |                        | 13           |
| 9    | Alessandro Pesenti-Rossi | Italia      | Team Euroracing              | March   | BMW     |                        |                        |                     |                     | 3                 | -                  | 3                 | -                  | -                  | -                 | 3                 | -                     | -                      | 13           |
| 10   | Brian Henton             | Regno Unito | Netherton & Worth Boxer Cars | Boxer   | Hart    | -                      | 9                      | 3                   | -                   | -                 | -                  | -                 | -                  | -                  | -                 | -                 | -                     | -                      | 12           |
| 11   | Lamberto Leoni           | Italia      | Trivellato Racing            | Chevron | Ferrari | -                      | -                      | -                   | -                   | -                 | -                  | -                 | -                  | -                  | -                 | 9                 | -                     | -                      | 9            |
| 12   | Ray Mallock              | Regno Unito | corridore privato            | Chevron | Hart    | 6                      | -                      | -                   | -                   | -                 | -                  | -                 | -                  | -                  | -                 | -                 | -                     | -                      | 6            |
| 13   | Marc Surer               | Svizzera    | Team Hohmann                 | March   | BMW     | -                      | -                      | -                   | -                   | -                 | -                  | 2                 | -                  | -                  | -                 | -                 | -                     |                        | 5            |
| 13   | Marc Surer               | Svizzera    | March                        | March   | BMW     |                        |                        |                     |                     |                   |                    |                   |                    |                    |                   |                   |                       | 3                      | 5            |
| 14   | Patrick Nève             | Belgio      | March                        | March   | BMW     | 4                      | -                      | -                   | -                   | -                 | -                  | -                 | -                  | -                  | -                 | -                 | -                     | -                      | 4            |
|      | Alex Ribeiro             | Brasile     | March                        | March   | BMW     | -                      | 4                      | -                   | -                   | -                 | -                  | -                 | -                  | -                  | -                 | -                 | -                     | -                      | 4            |
| 16   | Gaudenzio Mantova        | Italia      | corridore privato            | March   | BMW     | -                      | -                      | -                   | -                   | -                 | 2                  | -                 | -                  | -                  | 2                 | -                 | -                     | -                      | 4            |
| 17   | Gianfranco Brancatelli   | Italia      | Team Everest                 | Ralt    | Ferrari | -                      | -                      | -                   | -                   | -                 | -                  | -                 | 3                  | -                  | -                 | -                 | -                     | -                      | 3            |
| 18   | Derek Daly               | Irlanda     | Chevron Racing               | Chevron | Hart    | -                      | -                      | -                   | -                   | -                 | -                  | -                 | -                  | -                  | -                 | -                 | 2                     | -                      | 2            |
|      | Danny Sullivan           | Stati Uniti | Netherton & Worth Boxer Cars | Boxer   | Hart    | -                      | -                      | -                   | -                   | -                 | -                  | -                 | -                  | -                  | -                 | -                 | -                     | 2                      | 2            |
| 20   | Hans Royer               | Austria     | Opert Racing                 | Chevron | Hart    | -                      | 1                      | -                   | -                   | -                 | -                  | -                 | -                  | -                  | -                 | -                 | -                     | -                      | 1            |
|      | Ludano Pavesi            | Italia      | corridore privato            | Ralt    | Hart    | -                      | -                      | -                   | -                   | 1                 | -                  | -                 | -                  | -                  | -                 | -                 | -                     | -                      | 1            |
|      | Ricardo Zunino           | Argentina   | March                        | March   | Hart    | -                      | -                      | -                   | -                   | -                 | 1                  | -                 | -                  | -                  | -                 | -                 | -                     | -                      | 1            |
|      | Bernard de Dryver        | Belgio      | Team Gubelmann & Gerard      | March   | BMW     | -                      | -                      | -                   | -                   | -                 | -                  | 1                 | -                  | -                  | -                 | -                 | -                     | -                      | 1            |
|      | "Gianfranco"             | Italia      | Team Everest                 | Ralt    | Ferrari | -                      | -                      | -                   | -                   | -                 | -                  | -                 | -                  | -                  | 1                 | -                 | -                     | -                      | 1            |
|      | Patrick Bardinon         | Francia     | Maublanc Racing              | March   | BMW     | -                      | -                      | -                   | -                   | -                 | -                  | -                 | -                  | -                  | -                 | 1                 | -                     | -                      | 1            |